# Пентехи
Пентехи — деревня в Горайской волости Островского района Псковской области.
Расположена в 16 км к югу от города Остров и в 12 км к северо-западу от волостного центра, деревни Крюки.
Численность населения деревни по состоянию на 2000 год составляла 6 человек.
До 3 июня 2010 года деревня входила в состав ныне упразднённой Синерецкой волости с центром в д.Гривы.